# Pite havsbad
Pite havsbad (Pitehaven aan zee) is een dorp binnen de Zweedse gemeente Piteå. De badplaats is gelegen op de zuidpunt van het voormalige eiland Pitholmen en kan vanuit de scheepvaart gezien worden als een voorhaven van Piteå zelf. Pite havsbad bezit een uitgestrekt zandstrand aan de Botnische Golf en wordt daarom plaatselijk wel de Rivièra van Norrbotten genoemd.
Bestuurscentrum: Piteå
Tätort: Bergsviken · Blåsmark · Böle · Hemmingsmark · Hortlax · Jävre · Lillpite · Norrfjärden · Roknäs · Rosvik · Sikfors · Sjulsmark · Svensbyn. 
Småort: Arnemark · Bertnäs · Bertnäs · Edet  · Grundvik · Holmträsk · Koler · Kopparnäs · Långträsk · Maran en Skatan · Näsudden en Berget · Nybyn · Ön · Pålberget · Pite havsbad · Storsund · Svedjan en Träsket · Liden · (Yttrefjärd östra strandbad)
Overig: Borgfors · Flötuträsk · Granträskmark · Gråträsk · Högsböle · Högsböleskiftet · (Infjärden) · Jävrebodarna · Klubbfors · Kvarnbäcken · Långnäs · Munksund · Pitsund · Sjulnäs